# Wojewodowie mazowieccy

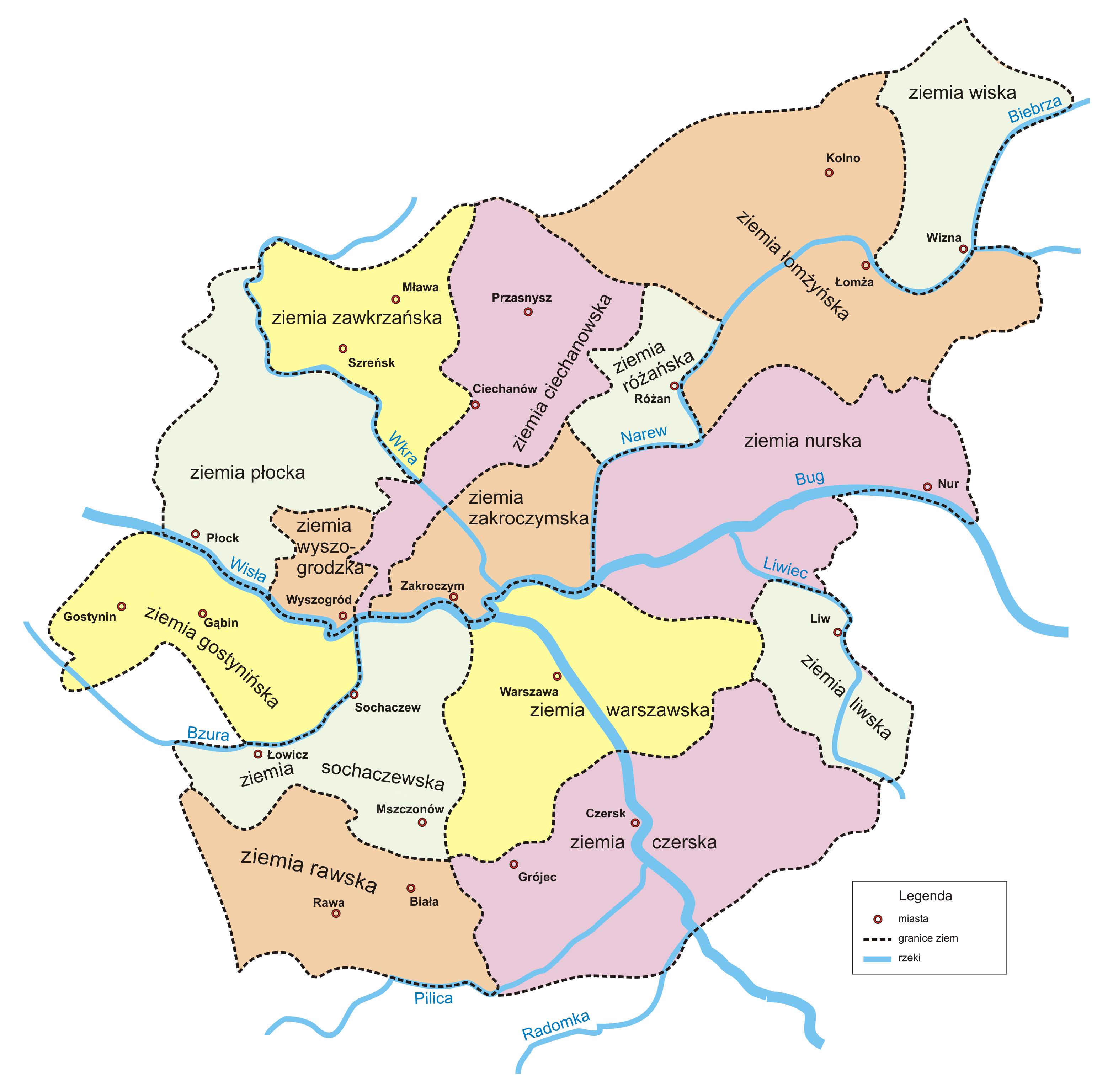
Historyczny podział Mazowsza

Wojewodowie mazowieccy – wojewodowie Księstwa Mazowieckiego (1138-1526), województwa mazowieckiego I Rzeczypospolitej (1526-1796) oraz województwa mazowieckiego III Rzeczypospolitej (po reformie administracyjnej w 1999).

## Wojewodowie Księstwa Mazowieckiego
| Okres urzędowania | Imię i nazwisko                                | Data urodzin i śmierci |
| ----------------- | ---------------------------------------------- | ---------------------- |
|                   | Wszebor                                        | XII w.                 |
|                   | Krystyn                                        | ? – 1217               |
| 1246 – ?          | Przybysław z Rostkowa                          |                        |
| ok. 1300 – ?      | Jan Ciołek                                     |                        |
| 1388–1390         | Erazm Ciołek                                   |                        |
| 1390 – ?          | Jakub z Leżenic h. Nałęcz                      |                        |
|                   | Jędrzej Ciołek/ Andrzej Ciołek                 | 1356–1396              |
|                   | ? Pilik h. Rogala                              | ? – 1399               |
| 1400–1402         | Maciej Radzymiński h. Brodzic                  |                        |
| 1402–1435         | Piotr Pilik h. Rogala                          |                        |
|                   | Jan Leżeński/ Jan Głowacz z Leżenic h. Nałęcz  | ok. 1390–1436          |
| 1446 – ?          | Jędrzej z Czechowic/ Andrzej Ciechomski h. Wąż | 1413–1461              |
|                   | Jan z Suchocina h. Rogala                      |                        |
| 1463–1466         | Mikołaj Boglewski h. Jelita                    |                        |
| 1466–1472         | Jan z Węgrzynowa h. Rogala                     |                        |
| 1472 –            | Mikołaj Wąż Bogacki h. Prawdzic                |                        |
|                   | Jędrzej z Ostrołęki h. Ciołek                  |                        |
| 1496              | Jakub Gołyński z Golinina/Gołymina h. Prawdzic | 1434–1500/1522         |
| 1511 – ?          | Piotr Goryński z Wierzbna h. Poraj             | ? – 1542               |
| ? – 1526          | Stanisław Szreński h. Dołęga                   | 1481–1531              |

## Wojewodowie mazowieccy I Rzeczypospolitej

Herb województwa mazowieckiego

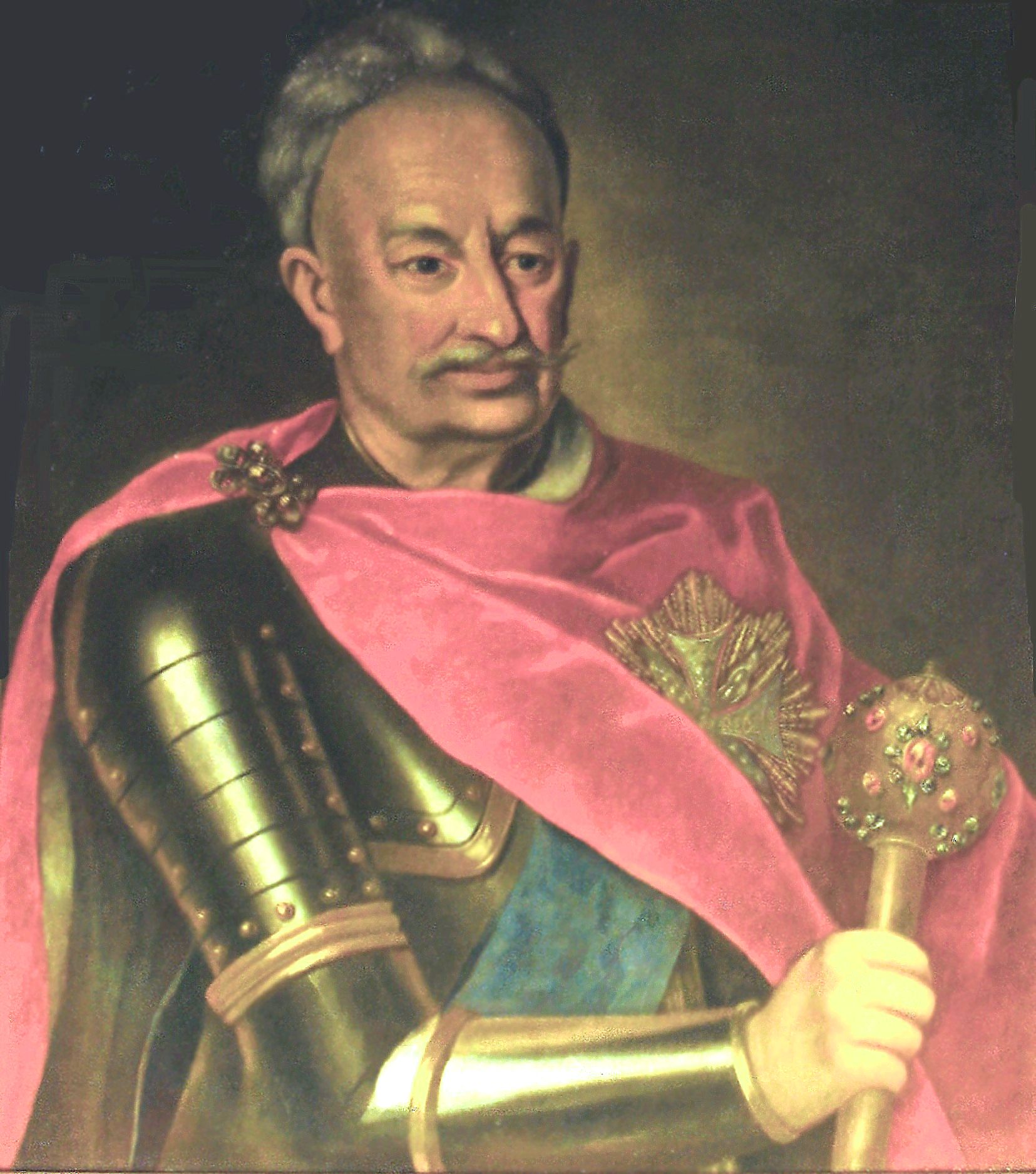
Stanisław Chomętowski

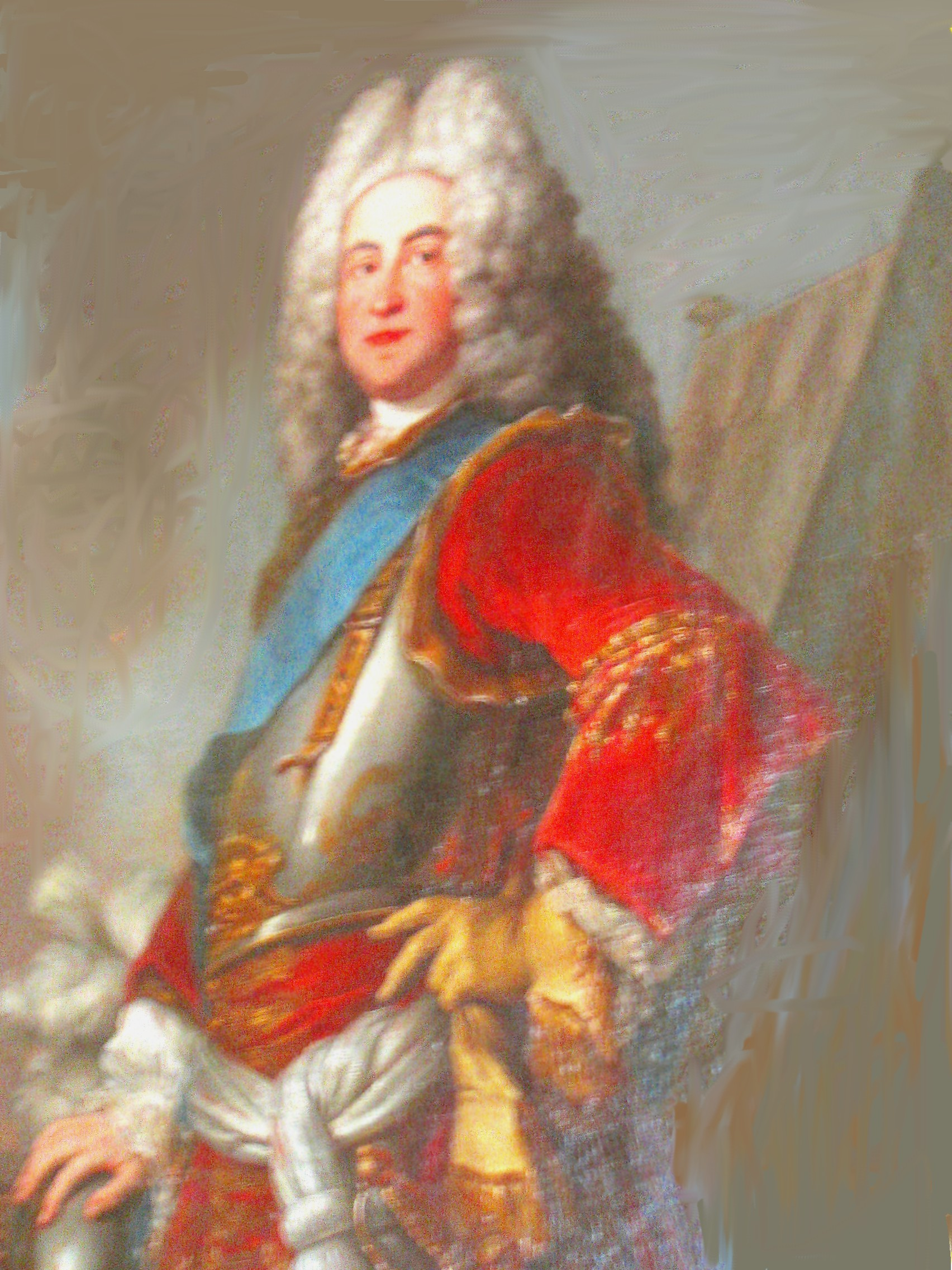
Stanisław Poniatowski

| Okres urzędowania | Imię i nazwisko                    | Data urodzin i śmierci |
| ----------------- | ---------------------------------- | ---------------------- |
| 1529–1532         | Wawrzyniec Belina Prażmowski       | 1460–1532              |
|                   | Jan Zamienia                       | 1484–1534              |
|                   | Jan Łoski h. Rogala                | 1446–1535              |
|                   | Jan Gamrat h. Sulima               | 1502–1544              |
|                   | Feliks Brzeski z Brzezia           | 1481–1545              |
|                   | Jan Dzierzgowski z Jastrzębiec     | 1502–1554/1558         |
|                   | Stanisław Ławski h. Pobóg          | 1494–1575/1591         |
|                   | Stanisław Kryski z Drobina         | 1527/1536–1595         |
|                   | Florian Parys                      | 1550–1603              |
|                   | Wojciech Kryski                    | 1562–1616              |
| 1605–1623         | Tomasz Gostomski h. Nałęcz         | 1569–1623              |
| 1623–1626         | Andrzej Górski                     | ? – 1626               |
|                   | Adam Kossobudzki                   | 1561–1629              |
| 1630–1651         | Stanisław Warszycki                | 1599–1681              |
| 1652–1659         | Paweł Warszycki                    |                        |
| 1660–1662         | Stanisław Sarbiewski               | zm. 1662               |
| 1663–1691         | Wojciech Krasiński                 | 1613–1700              |
| 1691–1696         | Franciszek Stanisław Wessel        | zm. 1696               |
| 1699–1704         | Stanisław Morsztyn                 | ? – 1725               |
| 1704–1706         | Marcin Chomętowski h. Lis          | ? – 1706               |
| 1706–1726         | Stanisław Chomętowski h. Lis       | 1673–1728              |
| 1726–1730         | Stefan Potocki h. Pilawa           | 1665–1730              |
| 1730              | Mikołaj Kempski/ Mikołaj Kępski    | 1644–1735              |
| 1731–1752         | Stanisław Poniatowski h. Ciołek    | 1676–1762              |
| 1752–1759         | Kazimierz Rudziński h. Prus        | ok. 1710 – 1759        |
| 1760–1764         | Michał Kazimierz Rudziński h. Prus | 1730–1764              |
| 1764–1766         | Leon Wojciech Opaliński            | 1708–1775              |
| 1766–1781         | Paweł Michał Mostowski h. Dołęga   | 1729/1730–1781         |
| 1781–1784         | Andrzej Mokronowski h. Bogoria     | 1713–1784              |
| 1784–1795         | Antoni Małachowski h. Nałęcz       | 1740/1741–1796         |

## Wojewodowie mazowieccy III RP

Herb województwa mazowieckiego

1. Antoni Pietkiewicz – od 1 stycznia 1999 do 21 października 2001
  - Stanisław Pietrzak (UW) – I wicewojewoda do 2000
  - Andrzej Wieczorek (AWS) – I wicewojewoda od 2000
  - Dariusz Krajowski-Kukiel (UW) – II wicewojewoda
2. Leszek Mizieliński (SLD) – od 21 października 2001 do 10 stycznia 2006
  - Maciej Sieczkowski (UP) – I wicewojewoda
  - Elżbieta Lanc (PSL) – II wicewojewoda od października 2001 do 2003
  - Adam Mroczkowski (PL-D) – II wicewojewoda od 12 maja 2003 do 11 stycznia 2006
3. Tomasz Koziński (PiS) – od 10 stycznia 2006 do 17 stycznia 2007
  - Jacek Sasin (PiS) – I wicewojewoda
  - Cezary Pomarański – II wicewojewoda od 12 stycznia 2006
4. Wojciech Dąbrowski (PiS) – od 18 stycznia 2007 do 1 lutego 2007
  - Jacek Sasin (PiS) – I wicewojewoda
  - Cezary Pomarański – II wicewojewoda
5. Jacek Sasin (PiS) – od 1 lutego 2007[8] do 29 listopada 2007
  - Marek Martynowski (PiS) – I wicewojewoda od 19 kwietnia 2007 do 13 listopada 2007
  - Cezary Pomarański – II wicewojewoda
6. Jacek Kozłowski (PO) – od 29 listopada 2007 do 8 grudnia 2015
  - Dariusz Piątek (PSL) – I wicewojewoda od 27 grudnia 2007 do 10 grudnia 2015
  - Cezary Pomarański – II wicewojewoda do 4 grudnia 2007
7. Zdzisław Sipiera (PiS) – od 8 grudnia 2015 do 11 listopada 2019
  - Sylwester Dąbrowski (PiS) – I wicewojewoda od 11 stycznia 2016
  - Artur Standowicz (PiS) – II wicewojewoda od 11 stycznia 2016
8. Konstanty Radziwiłł (PiS) – od 25 listopada 2019 do 15 marca 2023
  - Sylwester Dąbrowski, I wicewojewoda – od 25 listopada 2019 do 15 marca 2023
  - Artur Standowicz, II wicewojewoda – od 25 listopada 2019 do 15 marca 2023
9. Tobiasz Bocheński (PiS) – od 18 kwietnia 2023 do 13 grudnia 2023
  - Sylwester Dąbrowski, I wicewojewoda – od 15 marca 2023 do 13 grudnia 2023
  - Artur Standowicz, II wicewojewoda – od 15 marca 2023 do 13 grudnia 2023
10. Mariusz Frankowski (PO) – od 13 grudnia 2023[9]
  - Robert Sitnik (Polska 2050), I wicewojewoda od stycznia 2024[10]
  - Patryk Fajdek (Nowa Lewica), II wicewojewoda od stycznia 2024